# Atletismo nos Jogos Pan-Americanos de 1971 - Revezamento 4x100 m feminino
A prova do revezamento 4x100 m feminino nos Jogos Pan-Americanos de 1971 foi realizada em Cali, Colômbia.

## Medalhistas
| Ouro                                                                   | Prata                                                                 | Bronze                                                         |
| USA Estados Unidos Iris Davis Mattiline Render Orien Brown Pat Hawkins | CUB Cuba Marlene Elejarde Carmen Valdés Silvia Chivás Fulgencia Romay | COL Colômbia Juana Mosquera Elsy Rivas Aida Ortíz Ana Maquilón |

### Final
| Posição           | Nação              | Nomes                                                           | Tempo | Notas |
| ----------------- | ------------------ | --------------------------------------------------------------- | ----- | ----- |
| Medalha de ouro   | USA Estados Unidos | Iris Davis, Mattiline Render, Orien Brown, Pat Hawkins          | 44.59 |       |
| Medalha de prata  | CUB Cuba           | Marlene Elejarde, Carmen Valdés, Silvia Chivás, Fulgencia Romay | 45.01 |       |
| Medalha de bronze | COL Colômbia       | Juana Mosquera, Elsy Rivas, Aida Ortíz, Ana Maquilón            | 45.99 |       |
| 4                 | CAN Canadá         |                                                                 | 46.13 |       |
| 5                 | ARG Argentina      |                                                                 | 46.76 |       |
| 6                 | PER Peru           |                                                                 | 47.32 |       |